# جعفر بن علي الهادي
جعفر الزكي بن علي الهادي بن محمد الجواد بن علي الرضا الحسيني الهاشمي القرشي، أخو الحسن العسكري، ظن بعض الشيعة فيه بعد وفاة أخيه الحسن العسكري لإنها ادعى الإمامة، وذلك بعد أن قسّمَ ما خلّفه الحسن العسكري مدعياً أنه الوريث الشرعي له، وأن الحسن العسكري لم يُخلف ولداً.

## نسبه وعائلته
- هو: جعفر بن علي بن محمد بن علي بن موسى بن جعفر بن محمد بن علي بن الحسين بن علي بن أبي طالب بن عبد المطلب بن هاشم بن عبد مناف بن قصي بن كلاب بن مرة بن كعب بن لؤي بن غالب بن فهر بن مالك بن قريش بن كنانة بن خزيمة بن مدركة بن إلياس بن مضر بن نزار بن معد بن عدنان.
- أمه: السيدة حديثة، وهي أم ولد.
- إخوانه: الحسن العسكري،محمد، الحسين، موسى، علي.
- أبناؤه الذكور: إسماعیل، علي الأشقر،طاهر، يحيى الصوفي، هارون،إدريس، إبراهيم [2]

وقد ذُكِرَ إبراهيم بن جعفر التواب هنا بأنه قد إختُلِفَ في بقاءِ ذريَّته بين مثبت ونافي، ووفق القاعدة النسبية فإن المثبت أولى من النافي، وقد إنتسب جماعةٌ من آل البيت له وفقا لتصحيح وثائقهم القديمة عن طريق يحيى الطاهر بن محمد بن الحسن بن إبراهيم بن جعفر بن علي الهادي، وقد عدَّ صاحب كتاب النفحة العنبرية إبراهيم بن جعفر من ضمن من أعقب، وقد ذكر رأي من إدعى أنه ميناث بصيغة التمريض حيث قال: (والمعقبون من ولد جعفر بن النقي سبعة: علي، وادريس، وموسى، وأبو الحسن يحيى، وأبو جعفر محمد، وإبراهيم، والعباس.
أما إبراهيم والعباس فأعقبو اناثاً، على زعم ابن الازرق في عنوان النسب)
فيثبت بذلك أن إبراهيم بن جعفر التواب معقب إلى الآن وله ذرية ينتسبون له.
- الإناث: زينب.

## ترجمته
قال محب الدين الخطيب: هو أبو عبد الله جعفر بن علي بن محمد الهادي العسكري، اتهمه الإمامية لأنه أخذ تركة أخيه بعد موته وأنكر أن يكون له ولد، مات سنة 271هـ
وجاء في دائرة المعارف الشيعية العامة: ويدعي الإمامية أنه طمع بميراث أخيه، ولذلك أخفى الحسن العسكري خبر مولد ابنه عن الناس، قال الطوسي: لأن الحسن كان كالمحجور عليه وكان الوالد يخاف عليه لما علم وانتشر من مذهبهم أن الثاني عشر هو القائم بالأمر، لإزالة الدول فهو المطلوب لا محالة، وخاف عليه أيضا من أهله كجعفر أخيه الذي طمع في الميراث والأموال، فلذلك أخفاه ووقعت الشبهة في ولادته.
وقال إحسان إلهي ظهير في كتاب الشيعة وأهل البيت: كتب المفيد وغيره: فلم يظهر ولده في حياته، ولا عرفه الجمهور بعد وفاته، وتولى جعفر بن علي أخو أبي محمد، وحاز جعفر ظاهراً تركته أبي محمد واجتهد في القيام عند الشيعة مقامه، فهذا هو الثاني عشر إن كان لهم الثاني عشر، ولكن رفضوه ـويسمونه جعفر الكذاب.
وقد كان جعفر الزكي نادم الخليفة جعفر المتوكل على الله العباسي.

### عند الشيعة الاثنا عشرية
تلقب بعض المتشيعة جعفر بن علي الهادي بلقب جعفر الكذاب، نسبة لحديث الرسول محمد «إذا ولد ابني جعفر بن محمد بن علي بن الحسين بن علي بن أبي طالب فسموه الصادق، فإن الخامس من ولده الذي اسمه جعفر يدَّعي الإمامة اجتراءً على الله وكذباً عليه، فهو عند الله جعفر الكذاب المفتري». وتعتقد الطائفة الإثنا عشرية أنه خرجت عن محمد المهدي بن الحسن العسكري عدة تواقيع تنبه الشيعة علي بطلان ادعائه، منها على يد أحمد بن اسحاق الاشعري، وعلى يد محمد بن عثمان العمري.

## وفاته
توفي جعفر بن علي الهادي سنة 271 هـ، ودفن في دار أبيه بسر من رأى (سامراء) عن عمر يناهز 45 سنة.